# Військова тривога 1927 року

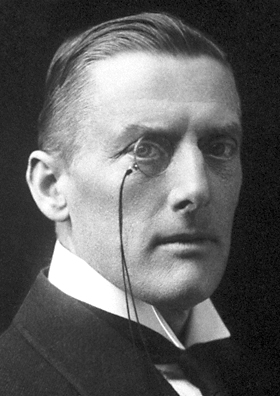
Остін Чемберлен став головним опудалом конфлікту; його зображення в СРСР шаржувалися, а опудало спалювалися, що відбилося в літературних творах.

Військова тривога 1927 (також англо-радянський конфлікт 1927) — криза англо-радянських відносин з загрозою повномасштабної війни СРСР з Британською імперією, Польщею, а можливо — і цілим блоком європейських держав. У процесі цієї військової кризи керівництво СРСР зіткнулося з новими проявами антирадянських настроїв у деяких верствах радянського суспільства, що виявлялися як небажання воювати за радянську владу та надії на можливий швидкий крах більшовиків. Як один із результатів кризи, було розпочато зміцнення обороноздатності країни та будівництво Лінії Сталіна; Троцький писав про зв'язок військової тривоги 1927 року з наступними репресіями проти опозиції та чистками в РККА та партії. Уряд СРСР узяв курс на масштабне військове виробництво та прискорену індустріалізацію, а «нова економічна політика» країни з 1928 року була згорнута. З 1930 року почалася примусова колективізація, що мала на меті повний контроль над виробництвом хліба та іншої сільськогосподарської продукції. Таким чином, уроки військової тривоги 1927 лягли в основу наступних подій 1930-х років, хоч і не були занесені в «офіційний курс історії СРСР» і тому мало вивчені. Але стан «воєнної тривоги» було помітно відображено у засобах масової інформації та художній літературі.
Безпосередньою причиною військово-дипломатичної кризи між СРСР і Великою Британією стали революційні події в Китаї та їх підтримка з боку СРСР, що викликало жорстку реакцію Великої Британії, яка почала втрачати свої колоніальні позиції в Китаї.

## Передісторія

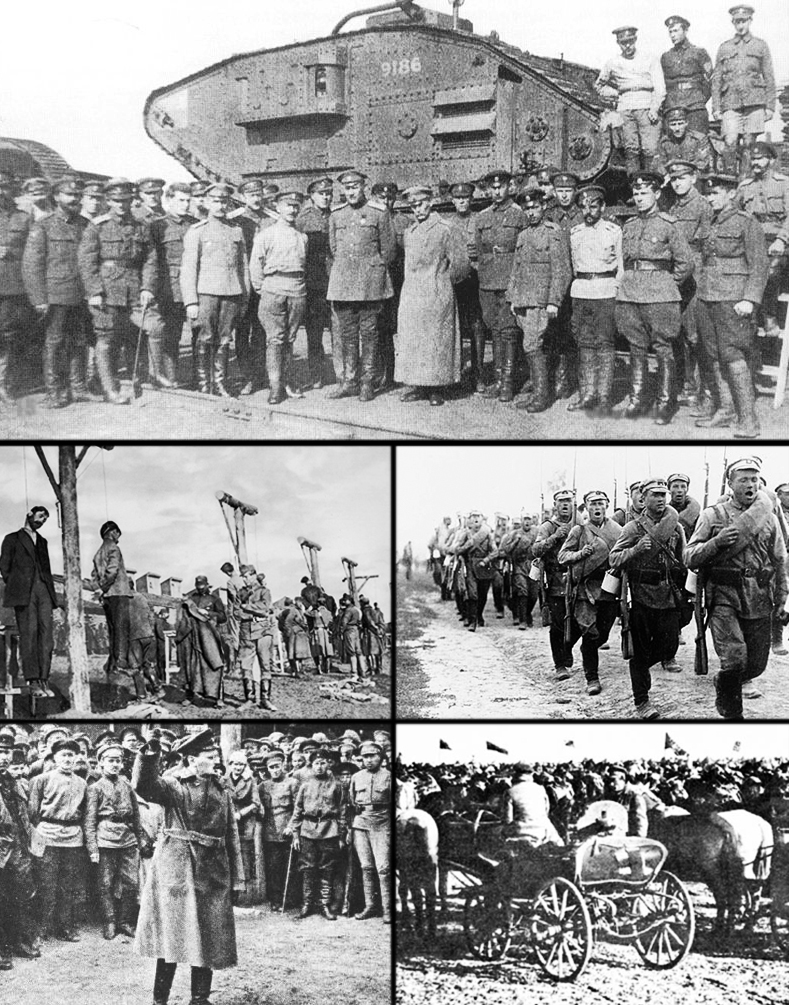
Громадянська війна в Росії тривала до 1922 року

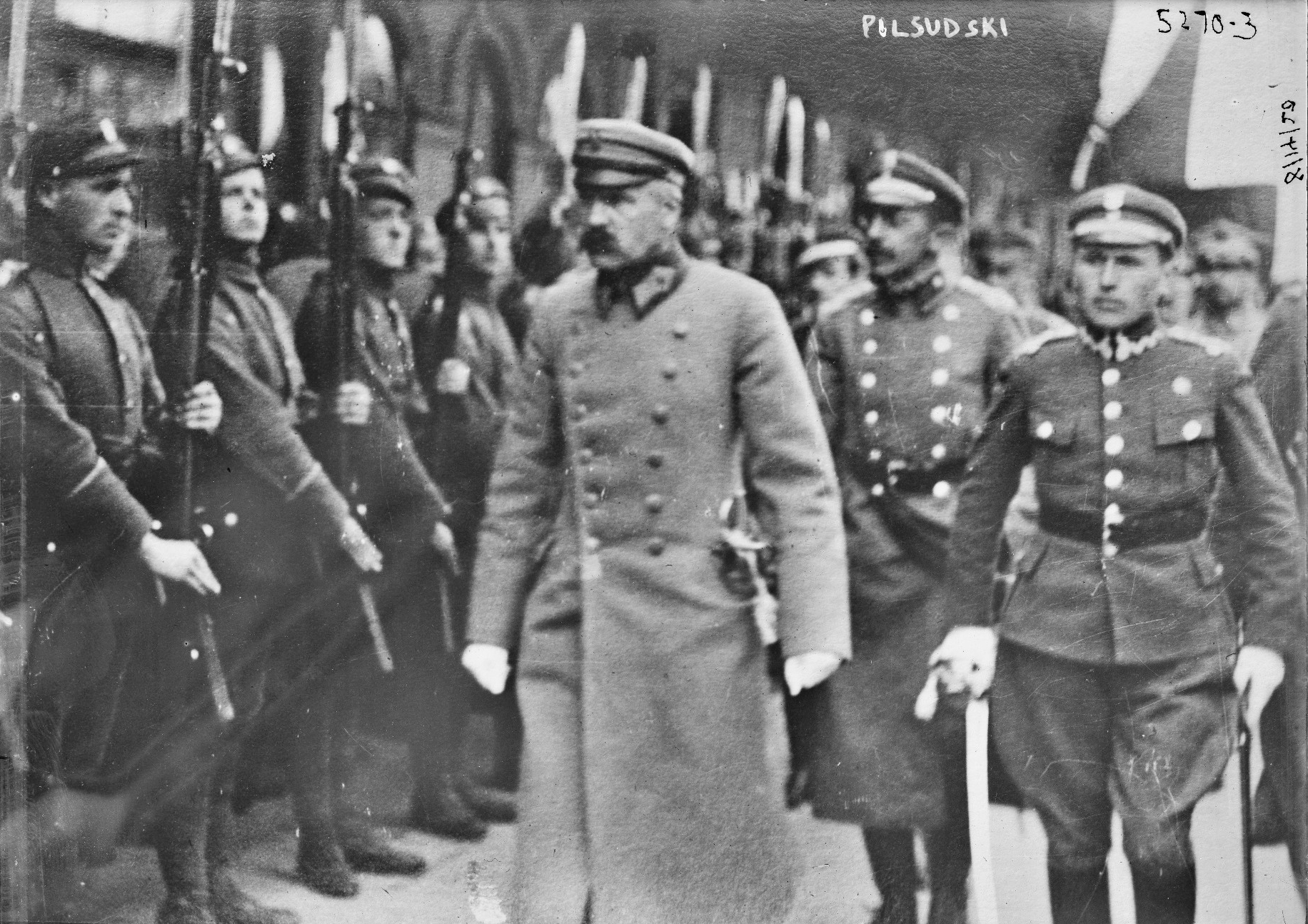
У 1927 році Польщу очолював Йозеф Пілсудський, який відбив наступ РСЧА на Польщу в 1920 році

Після жовтневої революції більшовиків, у Росії почалася запекла громадянська війна, що закінчилася перемогою червоних, багато в чому через роз'єднаність білих рухів і небажання їх лідерів визнати права новостворених на території Росії держав, недостатньої допомоги Антанти (домоглася в 1918 році), а також централізованому та вкрай жорсткому керівництву органів Радянської влади.
Однак багато обіцянок більшовиків не були виконані, що викликало невдоволення селян і частини робітників. НЕП, що почався, наситивши ринок товарами і забезпечивши стабільний приріст економіки, викликав нове розшарування суспільства за майновою ознакою, що спонукало ліву партійну опозицію виступити з вимогою про недопущення такої ситуації.
РКП(б), створивши Третій Інтернаціонал, поставила завдання поширення ідей революційного міжнародного соціалізму, на противагу реформістському соціалізму Другого інтернаціоналу, остаточний розрив з яким був викликаний відмінністю позицій щодо Першої світової війни та Жовтневої революції в Росії. Цю роботу частина керівництва партії вважала боротьбою за світову революцію і в ній були задіяні радянські повпредства, торгові фірми, туристичні бюро, наукові інститути, на що витрачалися значні фінансові ресурси (тільки на німецький путч виділено 300 млн золотих рублів)). Підтримка комуністичних рухів вилилася в спроби переворотів у сусідніх з СРСР країнах (путч у вересні 1923 у Болгарії, путч у жовтні 1923 у Німеччині, путч в Естонії у 1924-му). У квітні 1925 р. комуністи підірвали Собор Святого Неділі в Болгарії (цар Борис III вижив).
Проте сили РККА були достатні для серйозного військового зіткнення, що у різкій формі проявилося, наприклад, ще радянсько-польській війні 1920 року. Їх чисельність на 1927 рік становила 586 тисяч військовослужбовців, спорядження яких залишало бажати кращого (недостатньо артилерійських боєприпасів, а танки та авіація (698 або 694  літаків) — розносортні та застарілі). Активне військово-політичне втручання СРСР у Китаї руками китайських комуністів завдавало збитків британським економічним інтересам у цій країні та вело до перетворення Китаю на комуністичну державу.
Найбільшим і небезпечним противником для Радянського Союзу в 1927 була Польща Юзефа Пілсудського, який взяв курс на відновлення Речі Посполитої в межах 1772, що передбачало нові територіальні претензії до СРСР. Однією з причин перевороту в Польщі праві французькі видання вважали крах переговорів про компенсацію в Локарно та укладання радянсько-німецького договору «Про дружбу та нейтралітет» у квітні 1926 року після невдачі березневої (1926 р.) сесії Ліги Націй. Прихід Пілсудського до влади посилив вплив на Польщу політики Великої Британії.
Нове польське керівництво всіляко відтягувало вручену 24 серпня 1926 радянським повпредом Войковим пропозицію СРСР про підписання пакту про ненапад. Розрив дипломатичних відносин між Британською імперією та СРСР викликав пожвавлення у Варшаві, а вбивство у червні 1927 року радянського повпреда служило провокацією до можливого військового конфлікту.

## Зовнішньополітичні події та відповіді керівництва СРСР

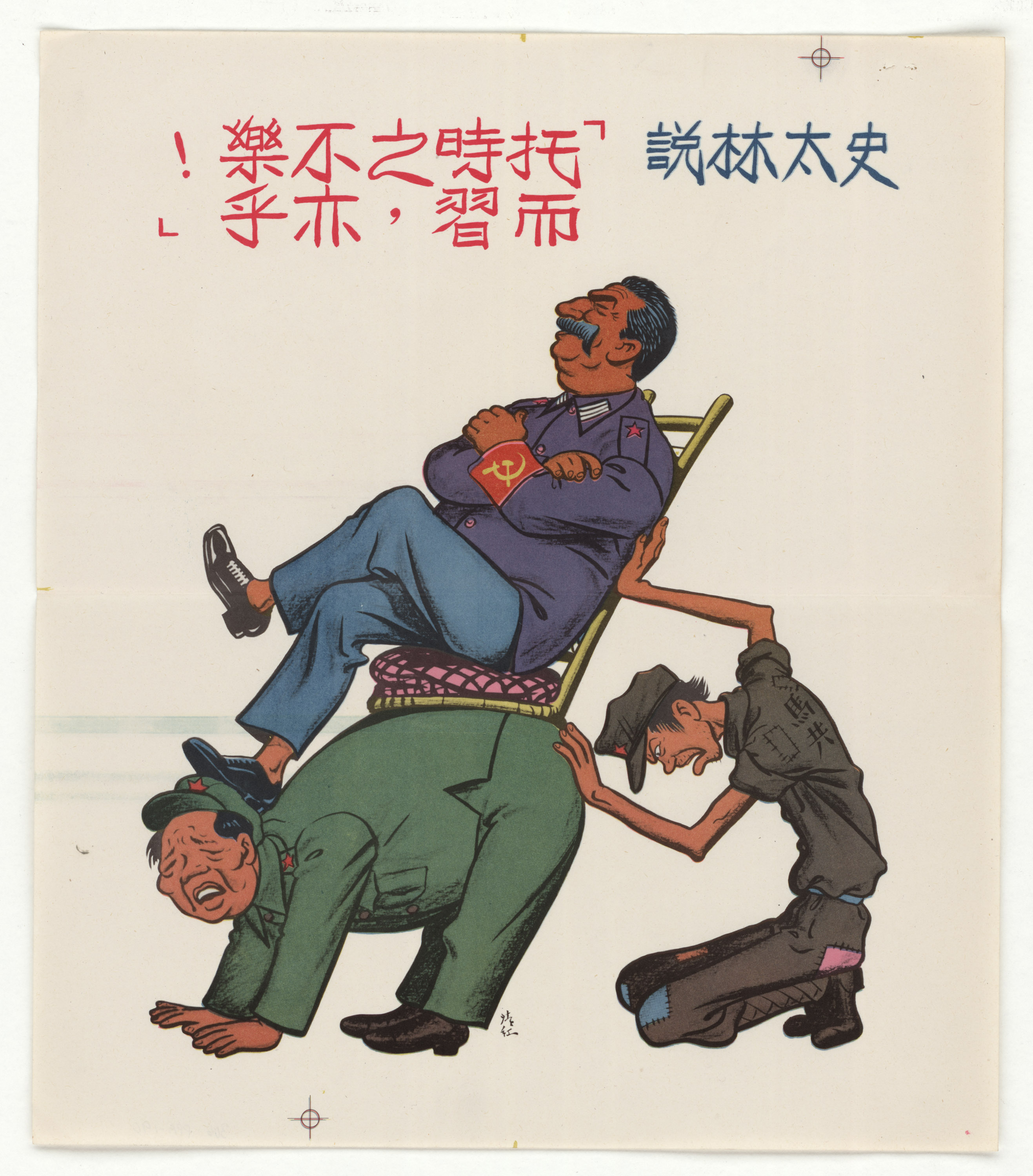
Китайська карикатура, що показує боротьбу Чан Кайши з тандемом Сталін-Мао Дзе Дун

Січень 1927 року: китайські війська (при яких були радянські військові радники, до яких входив маршал Блюхер) зайняли території англійських концесій в Ханькоу і Цзюцзян, і 19—20 лютого між Великою Британією і Китаєм було підписано угоду, що фіксує їх поступку.
23 лютого 1927 року британський міністр закордонних справ Джозеф Чемберлен зажадав від СРСР припинити антибританську пропаганду та підтримку комуністичної партії у Китаї. Уряд СРСР відмовився виконувати цю вимогу (нота 26 лютого).
21 березня 1927 року війська Чан Кайші взяли Шанхай. На той час між Гоміньданом та китайськими комуністами посилилися розбіжності. Головною причиною була стратегія самих комуністів, що викликала невдоволення серед населення і суперечила прагненню гомінданівців відновлення стабільності в країні.
6 квітня стався наліт гомінданівців на повпредство СРСР у Пекіні, захоплені документи свідчили про допомогу китайським комуністам. Чан Кайші, побоюючись захоплення влади комуністами, розірвав із нею союз і розпорядився вислати радянських військових радників. У період з 12 по 15 квітня тривали масові арешти комуністів на території Китаю: були розгромлені їхні організації в містах Нанкін, Ханчжоу, Нінбо, Аньцін, Фучжоу.
На початку травня Китай розпочав публікацію захоплених радянських документів. Упродовж травня активізувалися у Фінляндії білогвардійські організації генерала Кутєпова; на кордоні з Польщею було захоплено 2 польські шпигуни; через фінську кордон у СРСР проникла група «терористів» РЗВС; глава РЗВС генерал Врангель інспектував «контингенти Російської Армії там». 12 травня 1927 року англійська поліція обшукала радянсько-англійське торгове товариство «Аргос», де було знайдено інші документи, що дозволили розкрити підривну мережу Комінтерну, що діяла проти Великої Британії та Китаю. Було заарештовано десятки співробітників.
У травні 1927 року радянський уряд звернувся до японського з пропозицією укласти пакт про ненапад. Проте пропозиція була відкинута.
17 травня 1927 року радянський уряд подав ноту протесту проти дій англійської поліції.
27 травня 1927 року англійський уряд заявив про розрив торгових та дипломатичних відносин з СРСР. Дипломатичні відносини були відновлені лише у листопаді 1929. Розпочато нагнітання воєнного психозу всередині СРСР. Деякі історики вважають цей момент відправною точкою початку сталінських репресій.
24 червня ЦС Осоавіахіма ухвалив резолюцію про військову підготовку трудящих. У червні відбулися прикордонні інциденти на кордоні з Китаєм та Польщею.
26 липня 1927: Китай оголосив про виключення з Гоміньдану членів КПК і висилання радянських військових радників. 28 липня 1927 року: Велика Британія ухвалила закон про трейд-юніони, загальні страйки стали кримінальним злочином.
У липні, на позачерговому з'їзді ВКП(б) Каменєв резюмував те, що відбувається так: «Війна неминуча, ймовірність війни була видна і три роки тому, тепер треба сказати — неминучість».
У серії публікацій у газеті «Правда» 20, 21, 22 липня один із провідних військових інженерів В. В. Осинський проводить наступну тезу: «Якщо в майбутній війні ми використовуємо російський віз проти американського чи європейського автомобіля, результатом, м'яко кажучи, будуть непропорційно великі втрати, неминучі за технічної слабкості».
Маршал Тухачевський доповів Раді праці та оборони: «ні країна, ні армія до війни не готові». Несподівано з'ясувалося, що наявна промисловість у разі початку бойових дій може задовольнити армію патронами на 8 % та снарядами на 29 %.

## Розгул тероризму
1 червня 1927 року ЦК ВКП(б) випустив звернення «До всіх організацій ВКП(б). До всіх робітників і селян», в якій повідомив про загрозу імперіалістичного вторгнення.
4 червня в лондонській пресі з'явилися повідомлення, що в Європі вважають за можливе підбурювання Великою Британією проти СРСР Польщі та інших країн, а також військову допомогу їм. Ще до цього британська газета «Манчестер Гардіан» та німецька «Форвертс» опублікували серію статей, що викривають таємне військове співробітництво СРСР з Німеччиною за Рапалльським договором.
4—5 червня у двох інцидентах було ліквідовано 3 терористи РОВС.
6 червня 1927 року: успішний теракт у Москві, кинуто бомбу в бюро перепусток ОГПУ.
7 червня диверсанти вбили начальника білоруського ОГПУ Опанського.
7 червня 1927 року радянський повпред у Польщі Войков був смертельно поранений на залізничному вокзалі у Варшаві Борисом Ковердою. На питання, навіщо він стріляв, Коверда відповів: «Я помстився за Росію, за мільйони людей». Сталін вирішив скористатися подією для остаточного знищення монархічних та взагалі білих сил та розгрому внутрішньопартійної опозиції.
«У відповідь» на вбивство Войкова більшовицький уряд безсудно стратив у Москві в ніч з 9 на 10 червня 1927 20 представників знаті колишньої Російської імперії, які або перебували на той момент у в'язницях за різними звинуваченнями, або були заарештовані вже після вбивства Войкова. Операції ОГПУ не обмежилися розстрілом двадцяти заручників, під час «червневої операції» було проведено до 20 тис. обшуків та заарештовано 9 тис. осіб. Арештам піддавалися «колишні» —поміщики, білі, що особливо повернулися в СРСР — «репатріанти» — а також «кулаки», «буржуї», «торговці», «попи та церковники» і навіть групи старої російської інтелігенції. Точна кількість репресованих у той період досі невідома.

## Економічна ситуація
Хлібозаготівельна кампанія 1927 року у СРСР провалилася: проти 1926 роком держава недоотримало 128 млн пудів, що різко погіршило постачання продовольством міст. Перебої із хлібом у державних магазинах викликали зростання цін на ринку та товарний дефіцит. Купівельна спроможність рубля падала. Розчарування в НЕПі у більшості населення було реакцією патріархальної свідомості на неминучі складності життя і досить незатишний простір, далекий від проголошених 1917 року свобод більшості народу. Соціальний песимізм, що поширювався, породжував радикально-ліві підходи до оцінки внутрішньої і зовнішньої політики. При цьому радянські інститути, ритуали та традиції вже досить укоренилися у суспільстві.

## Співвідношення збройних сил РСЧА та можливих противників
Розвідувальне управління РККА вважало, що у разі мобілізації ймовірні супротивники (Фінляндія, Естонія, Латвія, Литва, Польща, Румунія) могли розгорнути сухопутні сили чисельністю понад 2,5 мільйона осіб, при 5746 гарматах, 1157 бойових літаках та 483 танках.
Чисельність РККА на 1 січня 1927 становила 607 125 чоловік. Армія мала на озброєнні 694 літаки, 159 танків і бронеавтомобілів, за певної переваги в гарматах (6413), і могла виставити у разі мобілізації на Західному фронті 1,2 мільйона людей. Таким чином, навіть без агресії великих держав (Велика Британія, Франція, Японія) армія могла не впоратися із вторгненням.
Старинов писав про підготовку прикордонної смуги як наслідки загрозливих подій 1927 року: мінувалися мости, водозабірні споруди, залізничні станції, закладалися схованки зі зброєю та вибухівкою для партизанської діяльності у разі окупації, готувалися досвідчені підривники та керівники підпілля.
20 грудня 1927 Тухачевський направив наркому Ворошилову службову записку «Про радикальне переозброєння РККА». Навесні 1928 наркомом було прийнято важливе рішення домогтися кількісної переваги над можливим противником в артилерії, танках і авіації. Військовий бюджет 1928 був збільшений майже на третину, до 1 млрд рублів.

## Подання ситуації в радянській пресі, пропаганда та збір інформації
У країні організовано пропагандистську кампанію з роз'яснення ситуації, з 8 червня 1927 року проводилися мітинги з охопленням десятків тисяч селян. Агітатори пояснювали сенс вбивства Войкова, антирадянську спрямованість діяльності уряду Чемберлена.
Надійшли директиви, виходячи з яких усі члени партії, і навіть комсомольці мали повідомляти про які мали місце антирадянські висловлювання і дії, пильна увага була спрямована на службовців, колишніх членів партії, осіб непролетарського походження. Кожному комуністу наказувалося «провести роз'яснювальну роботу з з'ясування трудящими напруженого військово-політичного становища та можливості військової інтервенції СРСР з боку Англії». У міру розвитку тотального стеження та шпигунства, частина населення стала жити по-новому. Інша частина («колишні») значною мірою сприйняли гру всерйоз, чекаючи швидкого падіння режиму в результаті інтервенції. Незабаром більшість їх опинилися за ґратами.
Сталінська ідеологічна робота періоду «військової тривоги» несла у собі всі риси військової пропаганди, і значної частини радянського населення 1927 року була психологічно цілком готова до того, щоб піддатися войовничим і радикальним емоціям. Однак її вплив на настрої доіндустріального та архаїчного суспільства, особливо селянського, було обмежено слабкими технічними та організаційними ресурсами. Навіть у 1930-ті роки держава не мала можливостей для повного контролю суспільної свідомості.
Головний висновок вивчення архівних документів того часу — оскільки основний потік інформації населенню доставляли усно партійні активісти в містах та сільській місцевості, чия кваліфікація була не надто високою, основним «пропагандистом» було саме радянське життя, зокрема повсякденний досвід взаємодії з місцевою бюрократією та цими партійними активістами нижчої ланки.
При цьому поряд з революційним романтизмом і готовністю «боротися і померти за комунізм» великі групи населення виявляли і поміркованість у поглядах і підходах, що парадоксально поєднувалося з повною підтримкою радянської зовнішньої політики та висловленням довіри діям «вождів» і особисто Сталіна.

## Суспільна реакція
Реакція на події 1927 року відбиває складність трансформації масової свідомості у радянському суспільстві. Молоде покоління більшовиків наприкінці періоду НЕПу було набагато «радянськішим», ніж попереднє. Він Громадянська війна і військовий комунізм були уособленням «революційного героїзму» і «бойового духу», а НЕП — його протилежністю, споживчою вульгарністю. Ідеали нового покоління базувалися на безумовному прийнятті атрибутів, інститутів та установ радянського устрою, його ідеологічних та культурних цінностей.
Радикально-революційний підхід до зовнішньої політики СРСР пережив сплеск наприкінці 1927 — у першій половині 1928 року. Багато молодих людей були готові скористатися подіями в Китаї для «рішучого наступу на світовий капіталізм», ненависним форпостом якого вважалася Велика Британія.
Однак спогади про Громадянську війну та розорення були свіжі, а усвідомлення відносної економічної та оборонної слабкості СРСР у смертельній сутичці з провідними світовими державами — чітким. Взаємна довіра та добровільна співпраця громадян одна з одною та з державою стала цінним ресурсом влади та початком формування нової, радянської колективної ідентичності та «класового інстинкту». Люди добровільно включалися у боротьбу проти внутрішніх та зовнішніх ворогів — «імперіалістичних агресорів», «світової буржуазії», а в 1920-ті роки насамперед проти Великої Британії та англійців.
У той же час суспільство наприкінці двадцятих років залишалося надто різнорідним і набагато менш згуртованим, ніж влада хотіла його бачити. Взаємна довіра держави та народу не обов'язково формувалася на основі соціальної мобілізації — вона швидше могла бути продуктом пошуку компромісу інтересів та цілей як уряду, так і основних соціальних груп. А для багатьох людей обережна зовнішня політика, що відображала небажання йти тут і зараз на війну з «імперіалістами» з питання політики в Китаї, було домінуючим настроєм і політичною емоцією.

### Селянство
Погрозливі події, висвітлені в пресі, викликали настороженість селян, які зайняли в 1927 (напередодні очікуваної війни) вичікувальну позицію при здачі хліба. (На що Уряд СРСР, пізніше, відреагував гаслом: «Ліквідувати куркульство як клас»).
"Кулак, він сільський капіталіст, володіючи величезними запасами ресурсів, зокрема і хліба, ставав не економічним чинником, а політичним".
Місцями була розпочата продразвёрстка з обходом дворів, закриттям ринків і навіть забороною торгівлі, але це було обдернуто наказами згори. Зрештою, ситуація з продовольством в 1927 році на тлі зовнішньополітичної кризи викликала реакцію радянського уряду: форма хлібозаготівель у вигляді продподатку і вільної торгівлі була скасована, замість чого була введена кооперативна торгівля, яка незабаром змінилася колгоспним ладом (що виключив будь-яку самостійність) здачі хліба) за рецептом Преображенського, а бухаринська дрібна кооперація в рамках НЕП була згорнута.
Заможні селяни прикордонних районів намагалися обміняти рублі на золото (золота п'ятирублівка дійшла до 10-12 рублів асигнаціями), наголошувалося багато випадків відмови продавати хліб та худобу за радянські гроші. Наприкінці року становище на споживчому ринку стало відчайдушним, розкуповувалося в запас все — макарони, борошно, сіль, цукор.
Водночас бідняки та середняки також слідували лінії згуртування навколо партії та уряду у разі війни: «Ми хоч і неписьменні, а розуміємо, куди вона (Англія) гне. Ми всі до одного підемо воювати. Вони хочуть знову пана посадити і жебраків розводити, не доведеться. Війни не хочемо, ще не відпочили, але радянській владі не віддамо». Почалася посилена забудова отриманих садиб, щоб було «що захищати».

### Робітники
На тлі інфляції, що розгорнулася (грошова емісія з 0,7 мільярда в 1925 році зросла до 1,7 мільярда) і фіксованих закупівельних цін на зерно, держцін на товари, магазини спорожніли. У той же час, номенклатура і непмани не відчували потреби. Таке розшарування населення (як наслідок НЕПу) викликало обурення люмпенізованої частини пролетаріату. У процесі фракційної та кар'єрної боротьби голова РВС та наркомвоєнмор Троцький та Зінов'єв спиралися саме на пролетаріат.
Робітники загалом підтримували політику СРСР і заявляли про готовність виступити на захист країни: «На загрозу капіталістів ми повинні об'єднатися як один і виступити на захист своєї свободи».

## Опозиція та боротьба з нею
Політична криза в Китаї була широко використана опозицією для критики Сталіна як «саботаж будівництва міжнародної системи соціалізму». Троцький охарактеризував китайські події як «очевидне банкрутство сталінської політики». 9 травня 1927 року Зінов'єв (будучи членом ЦК) з промови з нагоди 15-річчя «Правди», виступив у Колонному залі Будинку союзів із критикою Сталіна за провали в Англії та Китаї. Цей виступ транслювався радіо на всю країну.
Прикриваючись «військовою загрозою» та необхідністю «зміцнити тил», Сталіну вдалося зламати опір групи Бухаріна і поступово «продавити» рішення про виключення зі складу ЦК «агентів об'єднаної опозиції» — Троцького та Зінов'єва.
У червні 1927 року головний контрольний орган партії, ЦКК розглядає справи Зінов'єва і Троцького, із партії їх виключає. У липні Троцький висуває двозначну «тезу Клемансо», яку Сталін 1 серпня на об'єднаному пленумі ЦК і ЦКК охарактеризував, як обіцянку «захопити повстанським шляхом владу у разі війни», організоване Сталіним більшість засуджує Троцького за «умовну оборону». ". Пленум ЦК оголошує Зінов'єву та Троцькому сувору догану.
У вересні опозиціонери організують у Москві та Ленінграді нелегальні робітничі сходки, які відвідали до 20 тис. чол. 27 вересня 1927 року на спільному засіданні Президії ІККМ та Міжнародної контрольної комісії Троцький був одноголосно виключений з кандидатів у члени Виконкому Комінтерну.
У десяті роковини революції (тобто 7 листопада 1927 р.) ліва опозиція провела демонстрації під гаслами боротьби з непманами, бюрократією. Висувалися вимоги якнайшвидшої індустріалізації промисловості та колективізації сільського господарства (останнє проходило на тлі зриву хлібозаготівель та запровадження нової карткової системи видачі хліба). Організація опозиціонерами нелегальної друкарні та нелегальної жовтневої маніфестації стає приводом для обговорення виключення Зінов'єва та Троцького з партії 16 листопада 1927 року.
Під приводом боротьби з фракціями, спираючись на підготовлену Леніним і прийняту на X з'їзді РКП (б) резолюцію 1921 «Про єдність партії», Троцький і Зінов'єв були виключені з партії, Каменєв (з 1922 зазвичай головував замість Леніна) — з ЦК.
Після зміцнення влади генеральний секретар використав гасла та ідеї розігнаної «лівої опозиції», щоб у 1928—1929 роках перекинути вже «праву опозицію» в особі Бухаріна, Рикова та Томського. Таким чином, Сталіну вдалося подолати розкол у партії на тлі загрози війни і швидко взяти одноосібну владу в ЦК.
Існує альтернативна точка зору на виникнення військової істерії в СРСР, викладена наркомом закордонних справ Чичеріним журналісту Луї Фішеру в 1929: коли Чичерін повернувся в СРСР з європейського відрядження, в Москві всі повторювали про військову загрозу, блок імперіалістів. Він сказав, що жодного блоку немає, загрози не існує. Колега з МЗС (Чічерін не вказав прізвище) відповів йому, що це потрібно для боротьби з Троцьким.

## Наслідки
Для пошуку коштів на індустріалізацію (закупівлю верстатного обладнання, найм американських інженерів) було збільшено продаж за кордон продукції сільського господарства, зокрема, зерна. Це вимагало відлучення продукції селянства за мінімальною ціною, шляхом об'єднання їх господарств у колгоспи. Після початку Великої депресії Радянському Союзу вдалося укласти вкрай вигідні йому контракти із закупівлі цілих готових промислових комплексів, орієнтованих випуск військових літаків, танків, вантажівок. Навесні 1927 року СРСР розірвав договір з Х. Юнкерсом (завод у Філях був переданий радянської індустрії), але відразу ж був підписаний договір з німецькою фірмою Хенкель, вже в 1928 році розробила для РККА новий винищувач, названий пізніше І-7.
У жовтні 1927 року, після важких переговорів, був підписаний нарешті дорогий, але дуже важливий для оборони контракт із фірмою BMW про випуск у СРСР авіадвигунів BMW VI за технічної та організаційної допомоги німців. Масовий випуск нових двигунів під маркою М-17 побив усі рекорди за кількістю, потужні мотори встановили на кілька моделей танків, важкі чотиримоторні та двомоторні бомбардувальники. У 1928 році на радянських оборонних заводах почалося масове виробництво легких танків МС-1 (Т-18), середніх бронеавтомобілів БА-27, 76-мм полкових гармат зразка 1927 та ін військової техніки.
15 лютого 1928 року в «Правді» опублікували матеріали, що викривали «кулаків» та повідомляли про тяжку ситуацію в селі. Так почалася колективізація.
Було прийнято важливе рішення щодо розширення золотодобування на Колимі, оскільки на індустріальний розвиток вимагалося багато грошей. Зважаючи на великі витрати на оплату найманих артілей, уряд з 1928 року вжив заходів до поповнення колимських таборів. В 1932 розрізнені табори були об'єднані в потужне об'єднання — Севвостлаг.
Постанова Політбюро ЦК ВКП(б) «Про стан оборони» від 15.07.1929 вказувало те що, що «технічна база збройних сил усе ще дуже слабка і далеко відстає від техніки сучасних буржуазних армій». Згідно з документом, ВПС РСЧА до кінця першої п'ятирічки повинні мати не менше 3500 літаків.
На липневому Пленумі ЦК Сталін виступив з теорією загострення класової боротьби: «…у міру нашого просування вперед, опір капіталістичних елементів зростатиме, класова боротьба загострюватиметься, а Радянська влада, сили якої зростатимуть все більше і більше, проводитиме політику ізоляції цих елементів, політику розкладання ворогів робітничого класу, нарешті, політику придушення опору експлуататорів, створюючи основу подальшого просування вперед робітничого класу та основних мас селянства».
Була введена в дію сумнозвісна 58-та стаття КК. Наслідком дипломатичного скандалу і розриву відносин з Гоміньданом стала напруженість на КВЖД, що посилилася, що закінчилася збройним конфліктом 1929 року.

## В культурі
Маяковський Володимир - Англійка каламутить
Золоте теля
Казка про Хлопчиша-Кибальчиша
Дванадцять стільців

## См. також
Наша відповідь Чемберлену